# Muhammad Ali Pascha

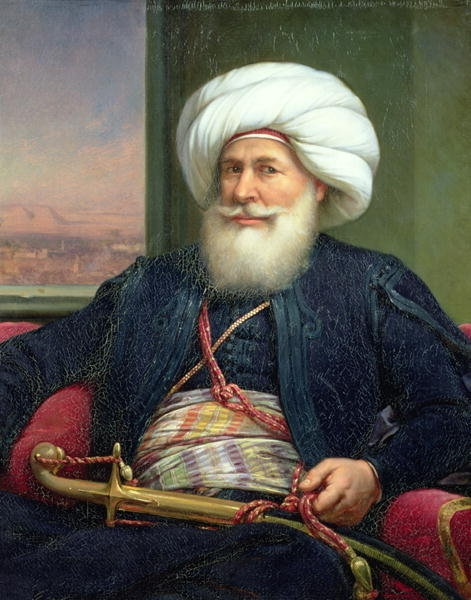
Muhammad Ali Pascha, Gemälde von Auguste Couder aus dem Jahr 1841

Muhammad Ali Pascha, auch Mehmed Ali Pascha (osmanisch محمد علی پاشا Meḥemmed ʿAlī Pāšā, türkisch Kavalalı Mehmet Ali Paşa; geboren um 1770 in Kavala; gestorben am 2. August 1849 in Alexandria) war von 1805 bis 1848 Wālī (Gouverneur) der osmanischen Provinz Ägypten (Eyalet-i Mısır), herrschte aber weitestgehend unabhängig von der Zentralregierung. Er war der Begründer der bis 1953 in Ägypten herrschenden Dynastie und gilt so als Begründer des modernen Ägypten.

## Leben

### Herkunft und frühe Jahre
Über Muhammad Alis Herkunft und das Leben vor seiner Zeit in Ägypten gibt es wenig gesicherte Fakten. Die Anekdoten, die Muhammad Ali über diese Zeit seines Lebens gegenüber europäischen Besuchern äußerte und die in zeitgenössischen Darstellungen wiedergegeben wurden, dienten zu seiner Selbstdarstellung und sind daher nicht glaubwürdig.

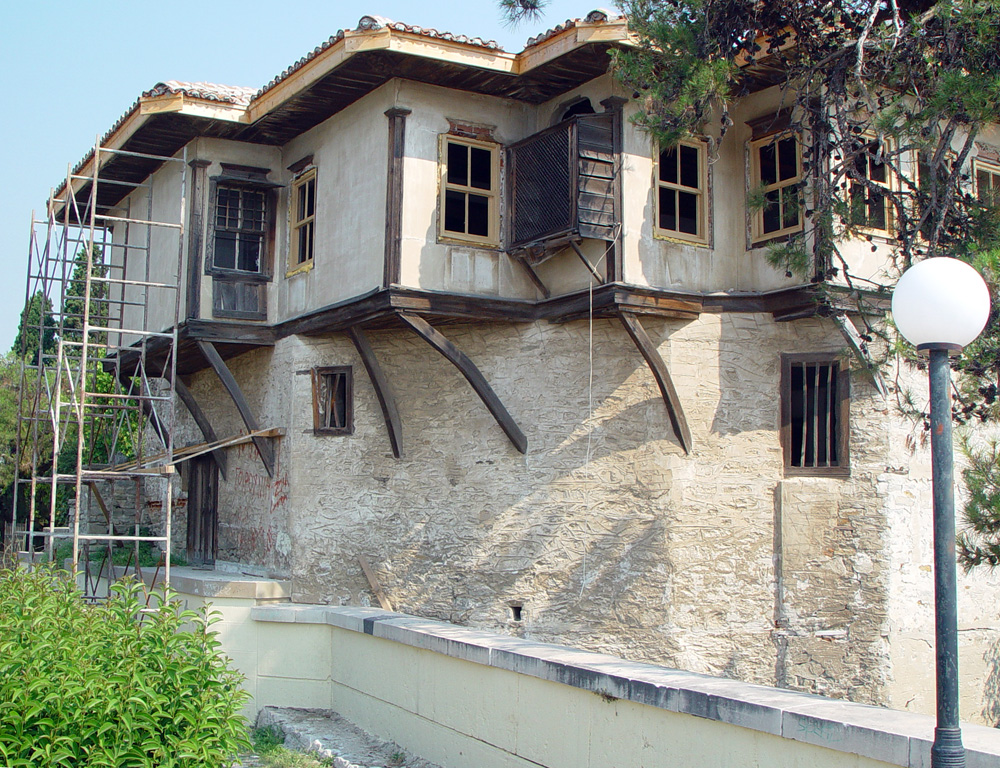
Muhammad Alis Geburtshaus in Kavala

Geboren wurde Muhammad Ali als Sohn von Ibrahim Agha (gestorben 1791/92) und Zeyneb Hatun (gestorben 1795/96) um 1770 in der nordgriechischen Hafenstadt Kavala, die zu dieser Zeit eine gemischte Bevölkerung aus Griechen, Türken, Pomaken, Juden und Balkan-Romanen hatte. Das Datum seiner Geburt legte er später auf das Jahr 1769 fest. Seine ethnische Zugehörigkeit konnte bisher nicht zweifelsfrei ermittelt werden. Oft wird eine albanische Abstammung behauptet und dass seine Familie ursprünglich in Korça in Albanien gelebt habe. Nach einer Familienlegende stamme Muhammad Alis Familie väterlicherseits aus İliç in Anatolien und sei kurdischer Herkunft. Sein Urgroßvater Ibrahim Agha solle sich zusammen mit Muhammad Alis Großvater Uthman Agha um 1700 in Kavala niedergelassen haben. Muhammad Alis Mutter ist in Nusretli (dem heutigen Nikiforos bei Drama) geboren und war die Schwester von Hussein Agha, Gouverneur (Ayan bzw. Çorbacı) des Bezirks Kavala. Sein Vater Ibrahim Agha war Kommandeur einer lokalen irregulären Militäreinheit und handelte nebenbei mit Tabak.
Muhammad Ali erhielt keine schulische Ausbildung. Das Lesen und Schreiben erlernte er in seiner mittleren Lebensphase. Wie sein Vater wurde er irregulärer Soldat und betätigte sich im Tabakhandel. 1787 heiratete er Amina (1770–1823), seine verwitwete Cousine mütterlicherseits, und lebte mit ihr zeitweilig in Nusretli.

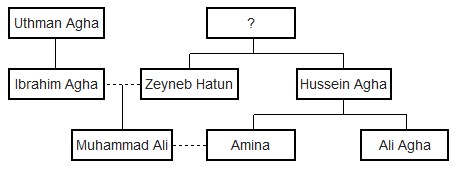
Verwandtschaftsverhältnisse der direkten Vorfahren von Muhammad Ali und seiner Frau Amina

1801 stellte das Osmanische Reich eine Armee zusammen, um das von Napoléon 1798 eroberte Ägypten (→Ägyptische Expedition) zu befreien. Muhammad Alis Heimatstadt Kavala stellte dazu ein Kontingent von ca. 300 Mann ab. Zum Kommandeur wurde sein Schwager und Cousin Ali Agha ernannt, Muhammad Ali wurde dessen Stellvertreter. Das Kontingent wurde einem Korps albanischer Baschi-Bosuks zugeteilt. Zusammen mit britischen und regulären osmanischen Truppen segelte die Armee Richtung Ägypten. Während der Fahrt kehrte Ali Agha nach Kavala zurück und übertrug das Kommando des Kontingents aus Kavala an Muhammad Ali. Die Truppen landeten am 8. März 1801 bei Abukir. Vereint mit der osmanischen Armee, die über den Landweg durch Syrien nach Ägypten eindrang, wurde am 27. Juni Kairo erobert und die Franzosen konnten zum Abzug bewogen werden.

### Machtkampf
Nach der Befreiung Ägyptens brach dort ein Machtkampf aus, der ursprünglich im Konflikt zwischen der osmanischen Zentralregierung und den Mamlucken, die vor der französischen Invasion großen Einfluss in der Provinz besessen hatten, begründet lag. Durch die jahrelange Auseinandersetzung mit den Franzosen und geplagt durch Pestepidemien waren die Mamlucken zahlenmäßig geschwächt. Diese Situation wollte die osmanische Zentralregierung nutzen, um Ägypten wieder unter direkte Kontrolle zu bringen und die Mamlucken als Machtfaktor auszuschalten. Der Hauptteil der osmanischen Invasionsarmee zog allmählich aus Ägypten ab, so dass dem osmanischen Gouverneur Hüsrev Mehmed Pascha ab Februar 1802 zur Bekämpfung der Mamlucken lediglich eine kleine Garnison Janitscharen und das von Tahir Pascha angeführte Korps albanischer Hilfstruppen zur Verfügung stand.
Muhammad Ali stieg schnell auf und war Ende 1801 bereits Tahirs Stellvertreter. Am 29. April 1803 meuterte Tahir Pascha und der Großteil seines Korps gegen Hüsrev Pascha wegen ausbleibender Soldzahlungen und sie vertrieben ihn aus Kairo. Tahir übernahm geschäftsführend das Amt des Gouverneurs (kaymakam), solange die osmanische Zentralregierung keinen neuen Gouverneur ernannte, wurde aber einen Monat später durch Janitscharen ermordet, da er ebenfalls nicht imstande war, deren Sold zu zahlen. Durch Tahirs Tod wurde Muhammad Ali Befehlshaber des albanischen Korps, verbündete sich mit dem Mamlucken-Führer Uthman Bey al-Bardisi und sie übten zusammen in Kairo die oberste Gewalt aus. Am 27. Februar 1804 brach in Kairo erneut eine Revolte unter den Truppen wegen ausbleibender Soldzahlungen aus, woraufhin Bardisi sich gezwungen sah, hohe Steuern von der Bevölkerung einzutreiben, was am 7. März 1804 zu einer Revolte führte. Muhammad Ali schlug sich auf die Seite der Bevölkerung und vertrieb die Mamlucken aus Kairo.
Die osmanische Zentralregierung ernannte Hurschid Pascha zum Gouverneur von Ägypten und Muhammad Ali zum Gouverneur von Dschiddah, wodurch er den Titel Pascha erlangte. Aber auch Hurschid Pascha zog den Missmut der Bevölkerung durch Steuererhebung für seine Truppen auf sich. Nachdem am Vortag Hurschid Pascha deren Bedingungen abgelehnt hatte, wählte die Kairoer Ulema (Stand der Religionsgelehrten), angeführt von Umar Makram, am 13. Mai 1805 Muhammad Ali zum Gouverneur. Hurschid Pascha weigerte sich sein Amt aufzugeben und verbarrikadierte sich in der Zitadelle von Kairo, dem Amtssitz des Gouverneurs von Ägypten. Am 9. Juli erreichte ein, am 18. Juni 1805 ratifizierter, Ferman Kairo, in welchem Muhammad Ali offiziell zum osmanischen Gouverneur von Ägypten ernannt wurde. Nachdem Hurschid Pascha davon in Kenntnis gesetzt worden war, verließ er Ägypten.
1807 besiegte Muhammad Ali, im Bündnis mit den Mamlucken, die britische Armee und zwang sie zum Abzug aus Ägypten (siehe Alexandria-Expedition). Muhammad Ali sah die Mamlucken aber als potentielle Gefahr für seine Macht und als Hindernis beim Aufbau einer modernen Armee an. Am 1. März 1811 befahl er seinen albanischen Truppen, ein Massaker unter den Mamluckenfamilien anzurichten. Rund 1000 Angehörige dieser Militärelite kamen dabei ums Leben. Er motivierte seine albanischen Soldaten dadurch, dass er die Häuser der Mamlucken zur Plünderung und ihre Frauen zur Vergewaltigung freigab. Sein Sohn Ibrahim Pascha brach die verbliebene Macht der Mamlucken mit einem Feldzug nach Oberägypten 1812.

### Herrscher von Ägypten
Danach versuchte er, seine albanischen Truppen der Disziplin einer modernen Armee zu unterwerfen. Der Versuch scheiterte und gipfelte in einem misslungenen Mordkomplott albanischer Soldaten gegen ihren Befehlshaber. Im späteren Verlauf seiner Herrschaft schickte er die albanischen Truppen an den arabischen Kriegsschauplatz gegen wahhabitische Rebellen (siehe Osmanisch-saudischer Krieg). Er nahm dabei bewusst in Kauf, dass ein Großteil der Männer nicht mehr zurückkehren würde. Mithilfe einer neuen, europäisch ausgebildeten Führungsschicht begann Muhammad Ali Pascha mit dem Aufbau einer modernen Verwaltung und der Förderung der Wirtschaft durch die Gründung von exportorientierten Industrien. Zu diesem Zweck beauftragte er ab den 1820er Jahren Gesandtschaften, sich in Europa die nötigen technischen und wissenschaftlichen Fähigkeiten anzueignen und sie nutzbringend in ihrer Heimat anzuwenden. Der hierdurch ausgelöste Innovationsschub war beträchtlich und wird mit dem arabischen Begriff nahda bezeichnet.
Auf dem Land schaffte Muhammad Ali die Privilegien der Feudalherren ab und setzte die Besteuerung des Landbesitzes islamischer Stiftungen durch. Auch bemühte er sich um die Ausdehnung der kultivierbaren Fläche durch Bewässerung. 1820 wurde der nach dem osmanischen Sultan benannte Mahmudiya-Kanal fertiggestellt. Der Kanal verband Alexandria mit dem Nildelta. Für den dreijährigen Bau des Projekts ließ Muhammad Ali bis zu 300.000 Bauern als Arbeiter zwangsverpflichten. Ebenso versuchte er, durch Schutzzölle und staatliche Investitionen eine eigene Industrie in der Provinz Ägypten aufzubauen. Die Staatseinnahmen seines Machtbereichs stiegen vom Beginn seiner Herrschaft bis 1821 um mehr als das Fünffache an.
Auch wenn der Versuch einer Industrialisierung des Landes und die Umsetzung einer Landreform nicht so erfolgreich waren wie gedacht, bildete sich doch im Bereich der Baumwollindustrie und des Baumwollhandels eine neue Mittelschicht heraus. Der mangelnde Erfolg ist nicht zuletzt auf die Interventionen europäischer Mächte zurückzuführen.
Mit der neu aufgestellten und – nach französischem Vorbild – durch den französischen Oberst Sève (Süleyman Pascha) ausgebildeten ägyptischen Armee wurden im Auftrag des osmanischen Sultans die Wahhabiten im Osmanisch-Saudischen Krieg vernichtend geschlagen. Für die erworbenen Verdienste wurde Muhammad Ali Pascha 1813 vom Sultan mit der Insel Thasos belehnt, wo er zahlreiche Verwaltungsreformen einleitete.
Entlang des Nils stießen seine Truppen in der Osmanisch-Ägyptischen Eroberung des Sudan nach Süden vor. 1821 wurde das Sultanat von Sannar von ägyptischen Truppen unter Führung Ismael Kamil Paschas, dem Sohn von Muhammad Ali, erobert. Khartum wurde gegründet und das Land als Türkisch-Ägyptischer Sudan beherrscht.

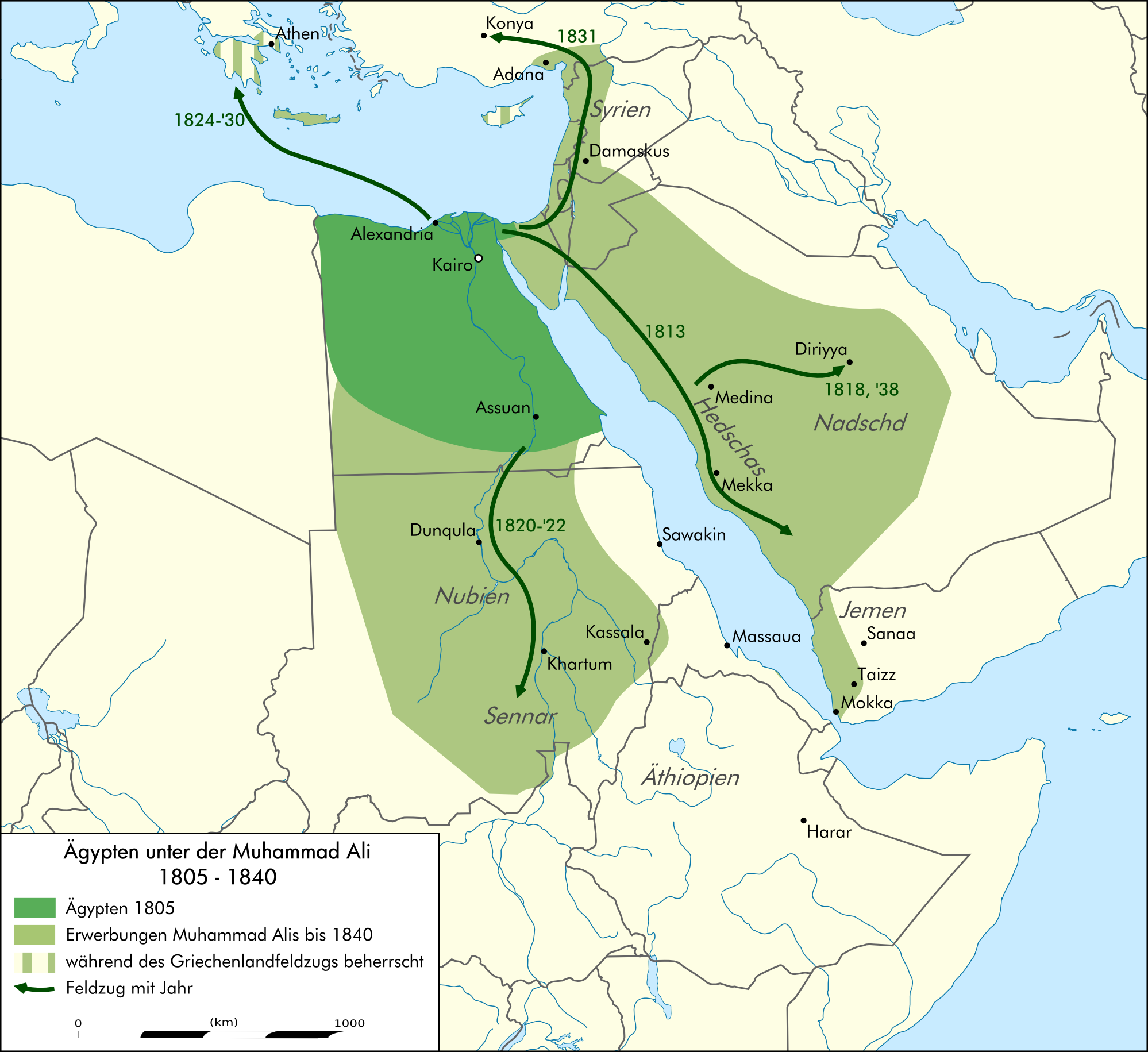
Ägypten unter Muhammad Ali

Muhammad Ali konnte das Land zwar unter seine Kontrolle bringen, das Hauptziel des Eroberungszuges, nämlich die Beschaffung von Sklaven als Soldaten für seine Armee konnte er nicht zufriedenstellend erreichen. Rund 20.000 Männer wurden von seinen Soldaten gefangen genommen und als Sklaven nach Ägypten verschleppt. Doch nur rund 3.000 von ihnen überlebten die strapaziöse Reise und dienten später in der Armee des Pascha. Auch die Soldaten des Pascha litten schwer unter diesen Bedingungen; Tausende fielen aufgrund mangelnder Ernährung, Hygiene und medizinischer Versorgung Seuchen zum Opfer.
Während der Griechischen Revolution war der osmanische Sultan Mahmut II. nach drei misslungenen Feldzügen gezwungen, Muhammad Ali zu seiner Unterstützung zu rufen. 1824 wurde er vom Sultan zum Statthalter von Morea ernannt. Die disziplinierte ägyptische Armee, unterstützt von einer gut organisierten Flotte, erreichte schnell, was den Türken nicht gelungen war. Um 1826 waren die Griechen zu Land praktisch unterworfen, und Ibrahim Pascha bereitete sich vor, die griechischen Inseln zu erobern.
Dabei gelang es der Armee noch 1824, einen Aufstand von Bauern unter Führung eines islamischen Gelehrten zu unterdrücken. Rund 4.000 Menschen fielen den Kämpfen und Repressalien zum Opfer. Muhammad Ali ließ auch fünfundvierzig Offiziere hinrichten, deren Männer zu den Rebellen desertierten.
Durch das Eingreifen einer britisch-französischen Flotte in der Schlacht von Navarino musste das Osmanische Reich 1830 Griechenland jedoch in die Unabhängigkeit entlassen.
Muhammad Ali bot dem osmanischen Sultan Mahmud II. an, die unruhige Provinz Syrien zu unterwerfen. Im Gegenzug wollte er als Statthalter in Syrien eingesetzt werden. Nachdem der Sultan ihm das verweigert hatte, eröffnete er den Ersten Ägyptisch-Osmanischen Krieg und seine Truppen unter Ibrahim Pascha besetzten 1831 Palästina und Syrien. Am 27. Mai 1832 erstürmten sie Akkon und am 18. Juni Damaskus und stießen nach Siegen über die Osmanen bei Homs (7. Juli) und Konya (Dezember 1832) bis nach Anatolien vor. Am 8. April 1833 wurde der Frieden von Kütajeh geschlossen und Muhammad Alis Herrschaft über Syrien vorerst anerkannt. Sein Sohn Ibrahim herrschte von Damaskus aus über das von ihm eroberte Gebiet und begann schon bald, die westlich orientierte Reformpolitik seines Vaters in Syrien und Palästina einzuführen. So wurde die Kopfsteuer auf Muslime ausgedehnt und die Pilgersteuer für nichtmuslimische Jerusalempilger abgeschafft.
1834 kam es zu einer Erhebung palästinensischer Araber gegen die ägyptische Herrschaft, die aber von Ibrahim niedergeschlagen werden konnte. 1838 fühlte sich das Osmanische Reich stark genug, den Kampf gegen die ägyptischen Herrscher in Syrien wiederaufzunehmen. Die ägyptischen Truppen besiegten aber die osmanische Armee unter Hafiz Pascha in der Schlacht von Nizip am 24. Juni 1839. Erst durch die Intervention Großbritanniens, Russlands, Preußens und Österreichs (Orientkrise, 1840) wurde Muhammad Ali Pascha 1841 gezwungen im Zweiten Ägyptisch-Osmanischen Krieg, Syrien und Palästina wieder zu räumen. Außerdem musste er Ägypten der europäischen Wirtschaft öffnen, was die Entwicklung einer eigenen Industrie behinderte. Die Osmanen mussten allerdings Muhammad Ali Pascha als erblichen Wali in Ägypten anerkennen.
1848 übergab der schwer kranke Muhammad Ali seinem Sohn Ibrahim, dem Eroberer Syriens, die Herrschaft. Dieser verstarb aber noch im gleichen Jahr, so dass Muhammad Ali formal die Macht erneut übernahm. Nach seinem Tod folgte ihm sein Enkel Abbas I., der Sohn des 1816 verstorbenen Ahmad Tusun als erblicher Wali Ägyptens. Nach diesem bestieg Muhammad Alis Sohn Mehmet Sa'id den Thron.
In Kairo hinterließ er die von 1824 bis 1884 errichtete Muhammad-Ali-Moschee.

## Nachkommen

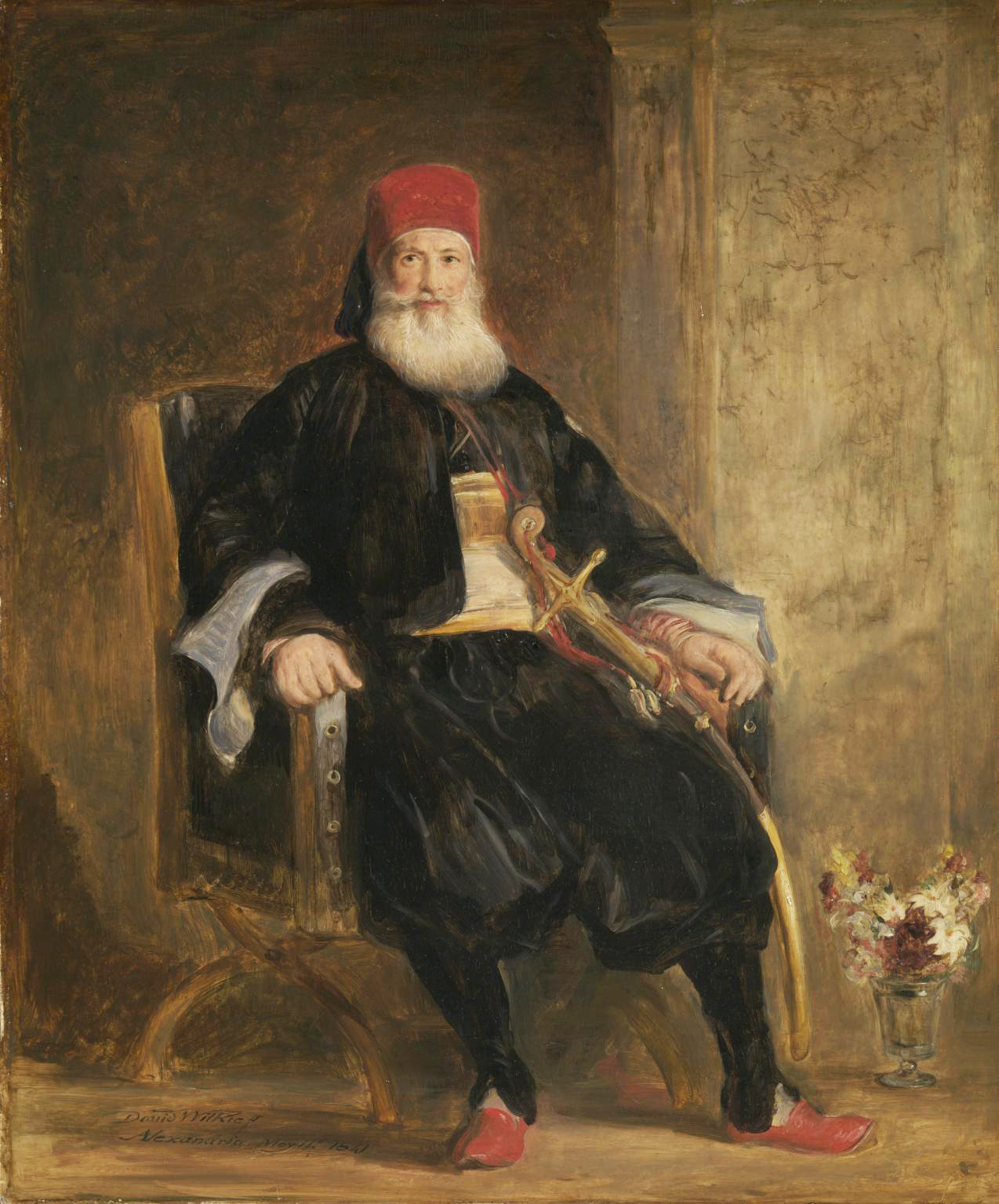
Muhammad Ali Pascha, David Wilkie (1841).

Muhammad Ali hatte insgesamt 17 Söhne und 13 Töchter. Nur sieben Söhne und drei Töchter erreichten das Erwachsenenalter. Von diesen überlebten drei Söhne und eine Tochter ihren Vater. Mit seiner ersten Ehefrau Amine (geb. 1770 – gest. 1823), die er 1787 in Kavala heiratete, hatte er u. a. folgende Kinder:
- Tevhide (1788 – 9. Juli 1830); 1814[17] verheiratet mit dem Admiral Muharrem Bey, der an der Schlacht von Navarino teilnahm
- Ibrahim (1789 – 10. November 1848); General und 1848 für zwei Monate, als Nachfolger seines Vaters, Gouverneur von Ägypten
- Ahmad Tusun (1793/94 – 29. September 1816); General und Vater von Abbas I.,  1849–1854 Gouverneur von Ägypten
- Ismail Kamil (1795/96 – 5. November 1822); General
- Khadija Nazlı (1795 – August 1860); verheiratet mit Muhammad Bey Khusrev al-Daramali (Defterdar, Offizier, 1823–24 Gouverneur der Sudan-Provinzen)

Muhammad Ali hielt sich Konkubinen und Sklavinnen. Aus den Beziehungen mit ihnen stammen u. a. folgende Kinder:
- Abd al-Halim (1797–1818)
- Zeyneb (I) (1799 – August 1821); verheiratet mit Ahmad Pascha abu Widan (Offizier und 1838–43 Gouverneur der Sudan-Provinzen)
- Muhammad Said (17. März 1822 – 18. Januar 1863); 1854–1863 Gouverneur von Ägypten
- Husain (1825 – April 1847)
- Zeyneb (IV) (12. Oktober 1825 – 11. April 1882); verheiratet mit Yusuf Kamil Pascha (1863 osmanischer Großwesir)
- Muhammad Abd al-Halim (25. März 1830 – 4. Juni 1894); 1855–1856 Gouverneur der Sudan-Provinzen und Vater von Said Halim Pascha (1913–17 osmanischer Großwesir)
- Muhammad Ali (3. März 1833 – 27. Juni 1861)

Einige seiner Konkubinen und Sklavinnen heiratete Muhammad Ali zwar, diese Ehen blieben aber kinderlos.